# عمر تيمبو
عمر تيمبو هو لاعب كرة قدم موريتاني في مركز الوسط، ولد في 27 أبريل 1978 في موريتانيا. شارك مع منتخب موريتانيا لكرة القدم. أما مع النوادي، فقد لعب مع يو أس أفرانش.

## وصلات خارجية
- عمر تيمبو على موقع قاعدة بيانات كرة القدم.إي يو (الإنجليزية)
- عمر تيمبو على موقع ناشيونال فوتبول تيمز (الإنجليزية)